# 松本協立病院
松本協立病院（まつもときょうりつびょういん）は、長野県松本市巾上にある社会医療法人中信勤労者医療協会が運営する病院。医師の卒後臨床研修指定病院、救急告示医療機関でもある。特に心臓血管外科での手術数は全国有数の実績を持つ。

## 診療科
(この節の出典)
- 内科
- 外科
- 歯科
- 小児科
- 神経内科
- 消化器内科
- 循環器内科
- 呼吸器内科
- リハビリテーション科
- 心臓血管外科
- 麻酔科
- 放射線科
- 専門外来[4]
  - 糖尿病外来・透析センター(腎透析・糖尿病) - 透析用病床40床を備える。(日本透析医学会認定教育関連施設)
  - 肛門外科
  - 漢方外来
  - 禁煙外来 - 当院での漢方治療は、おもに保険適応の可能なエキス剤が主流ではありますが、場合によっては煎じ薬での処方も可能。
  - 睡眠センター
  - 健診・ドック - 特色として、登山者検診がある。(外部リンク：登山者検診のご案内)
  - 2023年4月より失神外来についても信州で初めて設立された。

## 医療機関の認定
(この節の出典)
- 保険医療機関
- 労災保険指定医療機関
- 指定自立支援医療機関（更生医療）
- 指定自立支援医療機関（精神通院医療）
- 精神保健指定医の配置されている医療機関
- 身体障害者福祉法指定医の配置されている医療機関
- 生活保護法指定医療機関(中国残留邦人等の円滑な帰国の促進並びに永住帰国した中国残留邦人等及び特定配偶者の自立の支援に関する法律(平成6年法律第30号)に基づく指定医療機関を含む。)
- 原子爆弾被害者一般疾病医療取扱医療機関
- 臨床研修病院
- 在宅療養支援病院
- DPC対象病院
- 無料低額診療事業実施医療機関

## 特徴
- 病院の理念により、差額ベッド料（個室料）を徴収していない[6]。

## 交通機関
- JR「松本駅」西口（アルプス口）より徒歩約5分[7]

## 系列病院
- 塩尻協立病院 - 長野県塩尻市桟敷437